# In Square Circle
In Square Circle är ett musikalbum av Stevie Wonder som utgavs 1985 av skivbolaget Tamla Motown. Han producerade även albumet helt på egen hand. Det var Wonders tjugonde studioalbum och blev främst uppmärksammat för singelhiten "Part-Time Lover". Även "Overjoyed" och "Go Home" utgavs som singlar.
Albumet sålde bra i många länder, men ansågs inte nå upp till Wonders höjder på 1970-talet. Flera musikkritiker kunde inte låta bli att jämföra flera av låtarna med låtar på samma tema från hans tidigare karriär. Rolling Stones recensent anmärkte också på låten "Spiritual Walkers" som han ansåg vara fundamentalistisk. Albumet tilldelades en Grammy i kategorin "Best Male R&B Vocal Performance".

## Låtlista
(alla låtar komponerade av Stevie Wonder)
1. "Part-Time Lover" – 4:09
2. "I Love You Too Much" – 5:30
3. "Whereabouts" – 4:17
4. "Stranger on the Shore of Love" – 5:01
5. "Never in Your Sun" – 4:07
6. "Spiritual Walkers" – 5:12
7. "Land of La La" – 5:14
8. "Go Home" – 5:18
9. "Overjoyed" – 3:43
10. "It's Wrong (Apartheid)" – 3:29

## Listplaceringar
| Lista (1985)   | Position            |
| -------------- | ------------------- |
| Finland        | 5                   |
| Frankrike      | 11                  |
| Japan          | 3 (Oricon)          |
| Kanada         | 7 (RPM)             |
| Nederländerna  | 16                  |
| Norge          | 3 (VG-lista)        |
| Nya Zeeland    | 7                   |
| Schweiz        | 4                   |
| Storbritannien | 5 (UK Albums Chart) |
| Sverige        | 2 (Topplistan)      |
| USA            | 5 (Billboard 200)   |
| Västtyskland   | 8                   |
| Österrike      | 12                  |